# Jęczydół

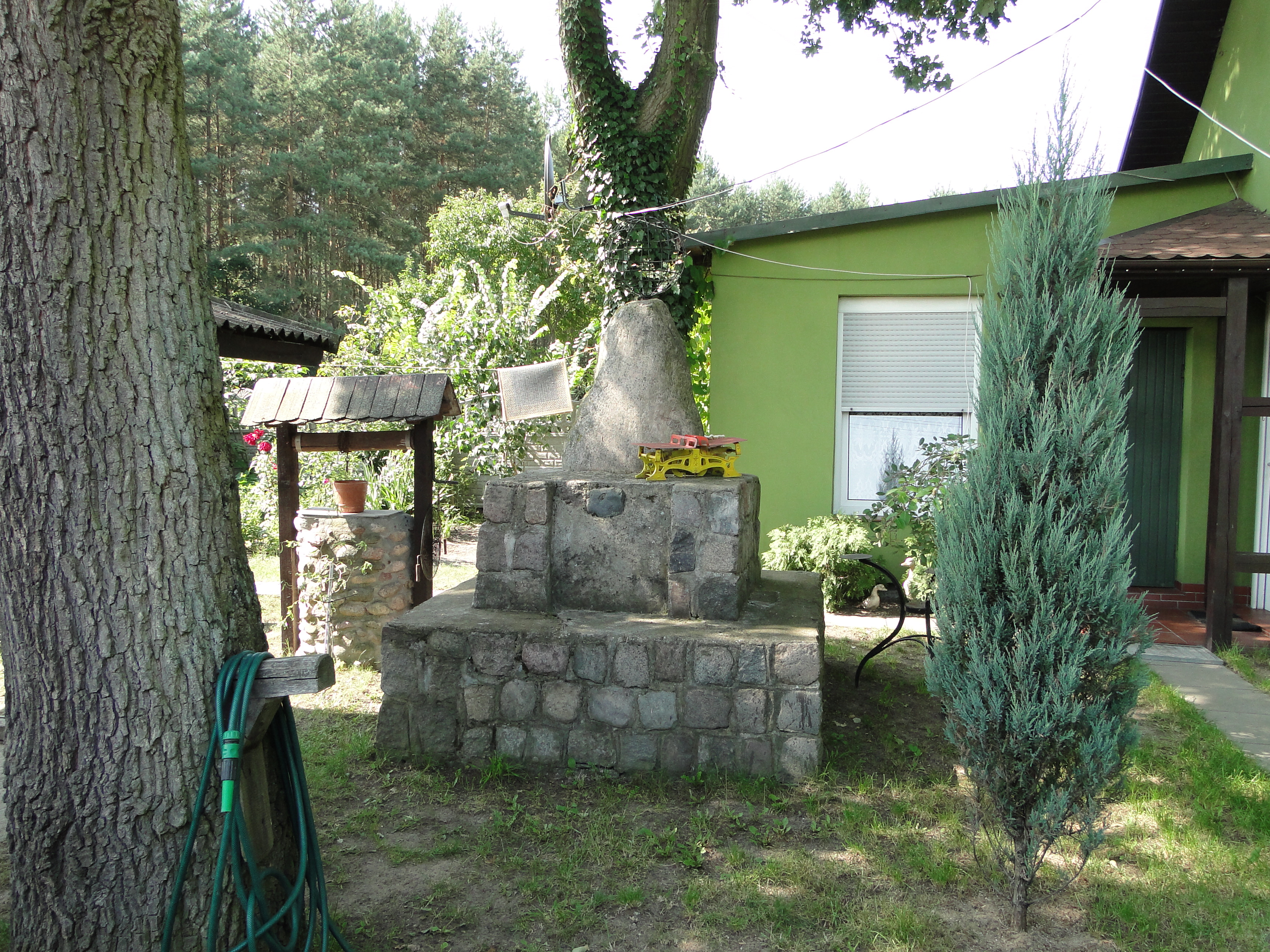
Pozostałości pomnika poświęconego poległym w I wojnie światowej

Jęczydół (niem. Brenkenhofswalde) – wieś w Polsce, w województwie zachodniopomorskim, w powiecie stargardzkim, w gminie Kobylanka, nad Miedwiem, położona przy drodze gminnej z Morzyczyna, ok. 2 km na wschód od Kobylanki (siedziby gminy) i 10 km na zachód od Stargardu (siedziby powiatu).
W latach 1975–1998 miejscowość należała administracyjnie do województwa szczecińskiego.

## Nazwa
12 lutego 1948 r. ustalono urzędową polską nazwę miejscowości – Jęczydół, określając drugi przypadek jako Jęczydółu, a przymiotnik – jęczydolski. Nazwa ma genezę słowiańską i odnosiła się do kanału, łączącego jezioro Miedwie z Iną – jej przeniesienie na nazwę miejscowości jest tzw. chrztem nazewniczym. Powierzchownie jest złożeniem dwóch członów: czasownika jęczeć i nazwy pospolitej dół, jednak [t͡ʃ] ‹cz› jest wynikiem błędnego odczytu niemieckiego zapisu. Nazwa pierwotna jest rekostrukowana jako *Jędzydół, co ma oparcie w swoim odpowiedniku niemieckim Mortgraue (dlniem. „rów zmor”). Późniejszy wariant niemiecki Wormgraue sugeruje także możliwość rekonstrukcji formy *Wężydół, chociaż mógł on powstać w wyniku niezrozumiałości członu Mort. 
Nazwa niemiecka Brenkenhofswalde, wzmiankowana po raz pierwszy w 1789, ma charkater dzierżawczy i jest złożona z trzech członów: nazwy osobowej Brenke, nazwy pospolitej Hof „zagroda, gospodarstwo, dziedziniec, dwór” i nazwy pospolitej Wald „las”.

## Historia
Miejscowość założona w okresie kolonizacji fryderycjańskiej. Nazwa kolonii pochodziła od nazwiska radcy kamery wojenno-skarbowej państwa pruskiego von Brenkendorfa.
Na uboczu zdewastowany cmentarz ewangelicki założony w XVIII wieku. Na jednej z posesji pozostałości pomnika poświęconego poległym w I wojnie światowej.